# Leptophis ahaetulla occidentalis
Il serpente liana (Leptophis ahaetulla occidentalis) è un serpente di colore verde e sottile, per cui si confonde con la liana alla quale è arrotolato. Può rimanere immobile per ore aspettando il passaggio di una preda (nidiacei, arvicole, rane e micromammiferi). I denti veleniferi sono fissi, il veleno fluisce nelle scanalature dei denti e situati nella parte posteriore della bocca, per cui inietta il veleno quando la vittima è nelle fauci e quindi non è molto pericoloso per l'uomo, il veleno inoltre non è molto potente.
Di color verde brillante o marrone il serpente liana è molto facile da confondere con il serpente della vite, suo parente stretto e
anch'esso presente in Sud America.
Come tutti i serpenti arboricoli il serpente liana ha un corpo ovale per scivolare tra gli intrichi e le fenditure degli alberi.
Se minacciato il serpente liana si gonfia per scoraggiare eventuali predatori.
È oviparo, e la femmina depone  10-25 uova.
Le dimensioni massime osservate sono 1,5-2 metri.